# 深尾立
深尾 立（ふかお かたし）は、筑波大学教授、外科医。

## 略歴
- 金沢生まれ[1]。
- 1964年、千葉大学医学部卒業する[1]。
- 1965年、千葉大学大学院に入る[1]。
- 1969年、千葉大学大学院を修了する[2]。
- 1972年、コロラド大学移植外科のリサーチ・テクニカル・フェローとなる[1][2]。
- 1975年、筑波大学臨床医学系外科の講師となる[2]
- 1983年、筑波大学助教授になる[2]
- 1992年、筑波大学教授となる[2]
- 2002年、千葉労災病院院長となる[2]

## 著書
- 『大動物臓器移植実験マニュアル』日本医学館、2003年9月。ISBN 4-89044-527-7